# 藤井整
藤井 整（ふじい せい、1882年（明治15年） - 1954年（昭和29年））は、日系アメリカ人の加州毎日新聞社（California Daily Newspaper）創業者。日系アメリカ人の人権のために活動した。

## 生涯
藤井整は1882年に山口県（2013年現在、岩国市周東町）で生まれた。旧制山口高校を中退し1903年にアメリカ合衆国へと渡った。南カリフォルニア大学で法律を学びロースクールを卒業したが、当時の米国の法律では「Mongolian race」、すなわち黄色人種は市民権を取得することができず、市民権を取得する資格のない移民は法律関係の資格が取得できなかったため、彼の弁護士としての資格は認められなかった。それ以降、友人であり弁護士のJ・マリオン・ライトと共に日系1世の差別を解消するための活動を開始した。1928年に最高裁で勝訴し日系人がロサンゼルスで病院を開設することが認められた。1931年に加州毎日新聞社を設立。1948年にはカリフォルニア州外国人土地法を覆すための裁判で勝訴し、日系1世の土地購入を可能にした。1952年に同法に違憲判決が下され、藤井は1954年に73歳で市民権を獲得したものの、その51日後に心臓発作で亡くなった。

## 短編映画『リトル・トーキョー・リポーター』
2012年に藤井の日系1世の人権に関する活動を題材にしたノンフィクションの短編映画『リトル・トーキョー・リポーター』がアメリカで自主製作され、2013年にロサンゼルス・アジアン・パシフィック映画祭に出品されるなど各地で18以上の賞を取った。監督は中国系アメリカ人のジェフリー・ジー・チン、主演で藤井を演じたのは日系3世のクリス・タシマ。

## 弁護士資格認定
2017年、カリフォルニア州最高裁判所は6月25日までに藤井の弁護士資格を認めるという判決を下した。藤井の死から63年後、満場一致での判決だった。担当弁護士によれば、死後にこのような資格が認められるのは「極めて異例」だというが、ロサンゼルス・タイムズの報道によれば2015年にも中国系移民の代理訴訟で同様の事例があった。